# Hypoestes leptostegia
Hypoestes leptostegia är en akantusväxtart som beskrevs av Spencer Le Marchant Moore. Hypoestes leptostegia ingår i släktet Hypoestes och familjen akantusväxter. Inga underarter finns listade i Catalogue of Life.